# Yellowquill 90
Yellowquill 90 är ett reservat i Kanada.   Det ligger i provinsen Saskatchewan, i den sydöstra delen av landet, 2 200 km väster om huvudstaden Ottawa.
Omgivningarna runt Yellowquill 90 är en mosaik av jordbruksmark och naturlig växtlighet. Runt Yellowquill 90 är det mycket glesbefolkat, med 6 invånare per kvadratkilometer.